# IATF 16949
IATF 16949 (ранее ISO/TS 16949, ИСО/ТУ 16949) — это международный отраслевой стандарт, а также техническая спецификация. Стандарт описывает требования к системам менеджмента качества предприятий, занимающихся проектированием, разработкой, производством, установкой и обслуживанием продукции автомобильной промышленности.

## История

### Основные этапы
- 1999 год — принятие первой редакции ISO/TS 16949 (Приостановка развития QS-9000). Разработка велась ISO/TC 176 и Международной автомобильной целевой группой IATF.
- 2002 год — принятие второй редакции ISO/TS 16949 (Отмена QS-9000). в основу стандарта положен процессный подход ISO 9001:2000. К разработке присоединилась Ассоциация производителей автомобилей Японии.
- 2009 год[1] — принятие третьей редакции ISO/TS 16949 (на основе ISO 9001:2008, в стандарт внесены лишь незначительные правки. Концепция осталась прежней).
- 2016 год — IATF представил стандарт IATF 16949:2016, который дополняет стандарт ISO 9001:2015 расширенными требованиями отрасли, в части обращения с деталями, имеющими отношение к безопасности, для продукции с интегрированным программным обеспечением, а также в части прослеживаемости[2].

### Разработка
Стандарт ISO/TS 16949 был подготовлен Международной рабочей автомобильной группой IATF и Японской ассоциацией автомобилестроителей JAMA при поддержке технического комитета TC 176 ISO. Стандарт базируется на структуре стандарта ISO 9001:2008 и включает дополнения, характерные для автомобильной промышленности. Предшественником ISO/TS 16949 является американский стандарт QS-9000.
Третья версия стандарта ISO/TS 16949 была выпущена в 2009 году вслед за переизданием ISO 9001:2008. Российским аналогом ISO/TS 16949:2009 является ГОСТ Р ИСО/ТУ 16949-2009 «Системы менеджмента качества. Особые требования по применению ИСО 9001:2008 в автомобильной промышленности и организациях, производящих соответствующие запасные части». В Республике Беларусь действует аналог СТБ ISO/TS 16949-2010 "Системы менеджмента качества". Особые требования по применению СТБ ISO 9001-2009 для организаций, производящих составные и запасные части, используемые в автомобилестроении с изменением 1, которое распространяет национальный эквивалент на более широкий, по сравнению с ISO/TS 16949, спектр транспортных средств (включая сельскохозяйственную, коммунальную, строительную и другую специальную технику на колесном, гусеничном и шагающем ходу).

## Предназначение
Предназначением 16949 является установка требований к системе менеджмента качества организации, которая направлена на:
- постоянное улучшение[4];
- предотвращение дефектов;
- снижение вариаций и потерь в цепи поставок.

Данные требования перестраивают систему менеджмента качества, созданную в соответствии с ISO 9001:2008 как инструмент, фактически управляющий всей организацией.

## Область сертификации
Стандарт 16949 применим для всех организаций в цепи производства и поставок оборудования и комплектующих автомобильной промышленности.
Область применения:
1. автомобили
2. автобусы
3. мотоциклы
4. грузовики
5. но исключает специальную технику, например: тракторы, снегоуборочные машины и прочее.

Производители запасных частей для автомобилей или поставщики вспомогательных услуг, таких как складирование, транспортировка, калибровка и другие, не могут проходить сертификацию системы менеджмента качества на соответствие требованиям 16949.

## Разделы стандарта
Требования представлены в пяти разделах (наименования идентичны ISO 9001:2008): 

4. Система менеджмента качества 

5. Ответственность руководства 

6. Менеджмент ресурсов 

7. Процессы создания продукции (ГОСТ Р использует специфический перевод — процессы жизненного цикла продукции) 

8. Измерение, анализ и улучшение. В приложении A стандарта приводится форма Плана управления.
В каждом из разделов имеются дополнительные к ISO 9001 требования, характерные для автомобильной промышленности. Основные дополнительные требования содержатся в разделе «7. Процессы создания продукции» и включают, например, такие пункты:
7.1.3 Конфиденциальность
7.2.1.1 Специальные характеристики, установленные потребителем
7.2.2.2 Возможность изготовления продукции организацией
7.3.1.1 Многофункциональный подход
7.3.6.2 Программа испытаний опытного образца
7.3.6.3 Процесс одобрения продукции
7.4.1.2 Развитие системы менеджмента качества поставщика
7.5.1.2 Рабочие инструкции
7.5.1.3 Верификация наладок
7.6.1 Анализ измерительных систем
7.6.3 Требования к лабораториям

## Особенность применения 16949
Особенностью применения 16949 является требование к организациям по обязательному использованию ряда инструментов:
- APQP (Advanced product quality planning) — Перспективное планирование качества продукции и план управления.
- PPAP (Production part approval process) — Процесс одобрения производства компонента.
- FMEA (Failure mode and effects analysis) — Анализ видов и последствий потенциальных отказов.
- SPC (Statistical process control) — Статистическое управление процессами.
- MSA (Measurement System Analyses) — Анализ измерительных систем.

Данная особенность унаследована ISO/TS 16949 от американского стандарта QS-9000. Современные наиболее распространенные методики APQP, PPAP, FMEA, SPC, MSA фактически переработанные методики QS-9000 американской автомобильной школы.

## Преимущества внедрения стандарта для организации
По мнению Международной организации по стандартизации соответствие требованиям стандарта ISO/TS16949 влечет за собой определенные преимущества:
- Уменьшение количества отходов и минимизация дефектов. Реализация данного пункта основана на внедрении процессного подхода. Благодаря его применению, компания имеет возможность повысить эффективность производственных процессов, и как следствие, сократить количество выпускаемого брака и затраты ресурсов и времени.
- Лицензия на торговые операции. Сертификация является обязательным условием торговых отношений практически для всех автомобильных компаний, поскольку эта система значительно облегчает ведение бизнеса, так как считается общепризнанной во всем мире.
- Простота и гибкость применения. Поскольку стандарт ISO/TS16949 разработан на основе стандарта ISO 9001, его легко совмещать с другими уже введенными системами менеджмента, например, OHSAS 18001 и ISO 14001. В итоге, введение ISO/TS16949 требует гораздо меньше финансовых и временных затрат, при этом обеспечивая хорошие перспективы для дальнейшего развития бизнеса.
- Поддержание хорошей репутации торговой марки. Партнеры и клиенты организации заинтересованы в том, чтобы качество продукции компании-производителя было подтверждено. Поэтому наличие сертификата соответствия требованиям ISO/TS16949 влечет за собой неизменно высокое качество продукции и свидетельствует о стабильности компании-поставщика.
- Сокращение расходов благодаря отсутствию необходимости дублирования. Получение сертификата соответствия ISO/TS16949 способствует освобождению от получения схожих документов, таких как EAQF, AVSF, QS-9000 и др. Также проведение аудита вторыми и третьими сторонами является необязательным.

## Статистика
Все крупные мировые производители автомобилей требуют от своих поставщиков автомобильных компонентов внедрения 16949. Это также распространяется на поставщиков второго и последующих уровней (поставщики поставщиков и т. д.).
Статистика сертификации систем менеджмента качества по ISO/TS 16949 приведена на сайте ISO.
На конец декабря 2011 года было выдано, по меньшей мере, 47 512 сертификатов ISO/TS 16949 в 86 странах.
Страны с наибольшим количеством сертификатов: Китай, Республика Корея, США, в Европе лидер — Германия.